# 曹鑑
曹 鑑（そう かん、生年不詳 - 225年）は、中国三国時代の魏の皇族。父は曹丕（文帝）。母は朱淑媛。
黄初6年（225年）、東武陽王に封じられた。しかし、同年の内に子が無いまま死去した。
青龍3年（235年）、東武陽懐王と諡された。